# Longwood House

La demeure est localisée sur le plateau de Longwood. Construite sans fondation et avec une toiture qui fuit, elle voit toutes ses pièces rongées par l'humidité qui favorise le développement de moisissure sur les tissus et la pullulation de rats, sujets des caricatures antinapoléoniennes.

Pour les articles homonymes, voir Longwood.

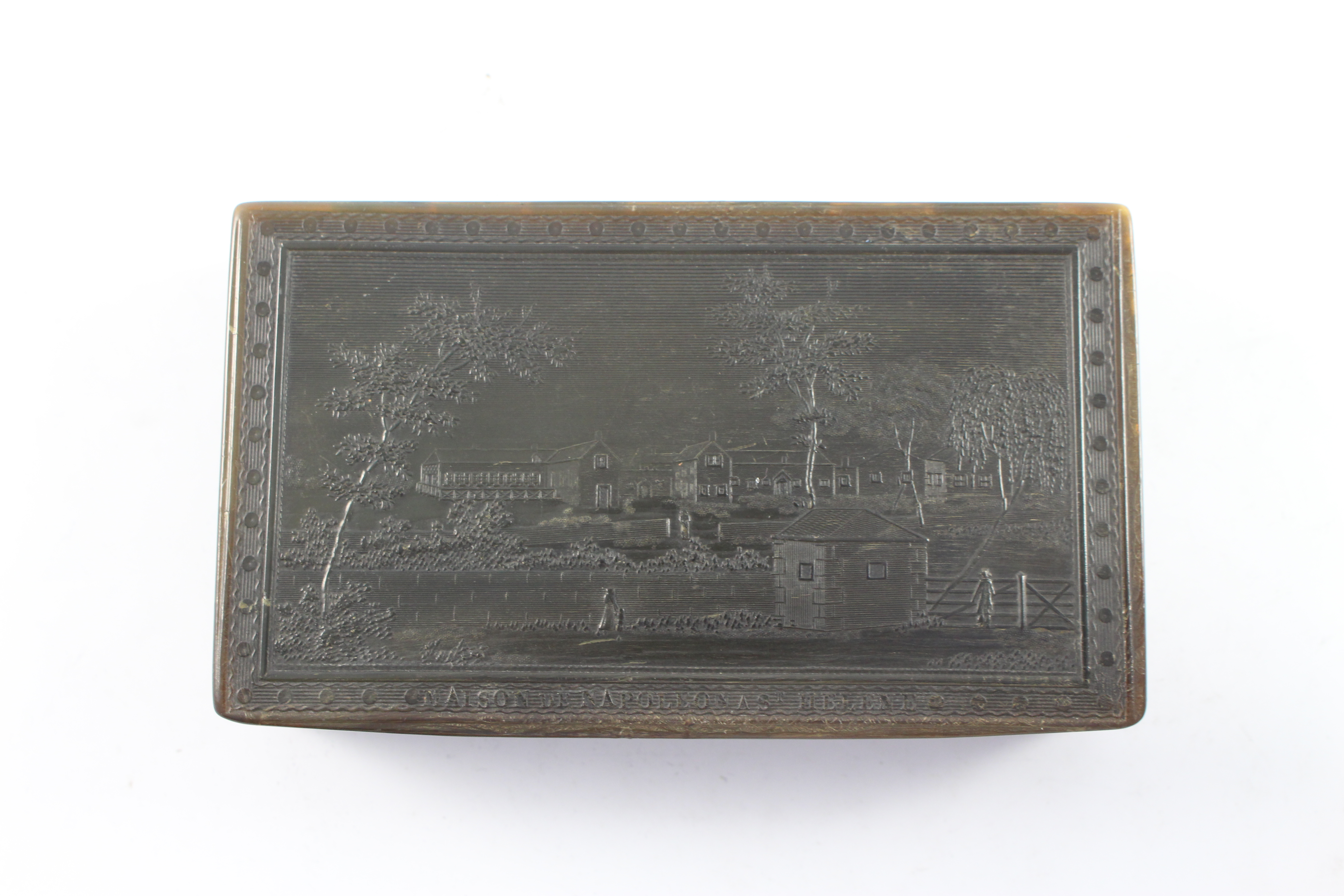
Tabatière en corne sculptée représentant Longwood House.

Longwood House est un bâtiment qui fut la dernière résidence de Napoléon Ier lors de son exil sur l'île de Sainte-Hélène. Napoléon Ier y séjourna du 10 décembre 1815 au 5 mai 1821, jour de sa mort.
La propriété, avec la vallée du Tombeau et le pavillon des Briars, constituent aujourd'hui les domaines français de Sainte-Hélène.

## Histoire
Longwood House est située dans le district de Longwood à 6 km de Jamestown, la ville de l'île, sur le plateau homonyme, exposé en permanence aux alizés du sud-est et régulièrement plongé dans le brouillard, et dont la surveillance est facile. Anciennement résidence d'été du Lieutenant-Gouverneur de l'île, elle est réservée à l'usage de l'Empereur et des compagnons que le hasard ou l'intérêt lui a donnés en 1815, durant leur exil à Sainte-Hélène. Coupés du monde et plongés dans l'ennui, ses habitants vivent dans un huis clos et une promiscuité dans lesquels ils s'épient mutuellement et guettent les faveurs de Napoléon, ce qui suscite querelle et rancœur qui attisent la jalousie et les persiflages. « Si certains n'en avaient cure, plusieurs en revanche en perdirent presque la raison. À l'évidence, le premier regard qui comptait était celui de Napoléon, ses avis suscitant l'espérance ou abîmant les individus ». Cette ambiance oppressante explique que la maison se vide à partir de 1817 : les départs forcés et les défections se multiplient après le départ de l'île de Las Cases fin décembre 1816 et redoublent après le congrès d'Aix-la-Chapelle en 1818 qui voit les Alliés décider de maintenir Napoléon en captivité sur l'île jusqu'à sa mort. Les plus marquants sont ceux du général Gourgaud (le 14 mars 1818), exaspéré par le favoritisme des Montholon, le docteur O'Meara (le 2 août 1818) et la dernière maîtresse de l'empereur Albine de Montholon et ses enfants (le 2 juillet 1819).
Le gouvernement britannique reconnait que Longwood House est inadéquate pour être la résidence de Napoléon et de son entourage, mais le gouverneur souligne la praticité du domaine de Longwood où il est assigné, à résidence surveillée, par une armée de 1 800 hommes et des navires envoyés sur place (un vaisseau de ligne et deux frégates). Au moment de sa mort, il vient de construire une nouvelle maison à proximité, New Longwood, mais que Napoléon n'a jamais occupée. En février 1818, il est question de déménager Napoléon à Rosemary Hall, une maison de bonnes proportions située dans la partie plus hospitalière et plus ombragée de l'île. Mais des révélations inopportunes de Gourgaud à cette époque font craindre au gouvernement britannique les risques d'une évasion devenant plus aisée, et font annuler ce projet. Aussi, la construction de la nouvelle maison à Longwood commence-t-elle début octobre 1818.
Après la mort de l'Empereur, Longwood est restituée à la compagnie des Indes orientales, puis plus tard à la Couronne britannique, et est utilisée comme maison agricole. Son absence d'entretien est rapportée à Napoléon III qui négocie avec le gouvernement de Londres le transfert de propriété à la France. En 1858, Longwood House devient la propriété du gouvernement français, ainsi que la vallée du Tombeau où a été initialement enterré Napoléon, pour une somme totale de 7 100 livres sterling. Depuis, un représentant français vit sur l'île en permanence pour s'occuper des deux propriétés, gérées par le ministère français des Affaires étrangères.
En 1959, une troisième propriété, les Briars, où Napoléon passe ses deux premiers mois, le temps que Longwood soit aménagé, est donnée au gouvernement français par Dame Mabel Brookes.
Le jardin a repris sa configuration que lui avait donnée Napoléon. En revanche les environs ont changé, principalement du fait que l'éradication des chèvres sauvages et des rats sur l'île a permis à la végétation tropicale de reconquérir les terrains qu'elle avait perdus au XIXe siècle.
En 2012, des travaux de rénovation sont lancés, cofinancés par l’État français et une souscription auprès du grand public menée par la Fondation Napoléon sous la supervision de Michel Dancoisne-Martineau, conservateur des Domaines.
En 2015, la gestion et la responsabilité des Domaines sont confiées à la Saint Helena Napoleonic Heritage Ltd, une société de droit hélénien, dont les membres sont le Ministère français des Affaires étrangères, la fondation Napoléon et le gouvernement de Sainte-Hélène.
Le 5 mai 2021, une cérémonie est organisée à la maison de Longwood à l'occasion du bicentenaire de la mort de Napoléon Ier.

## Architecture

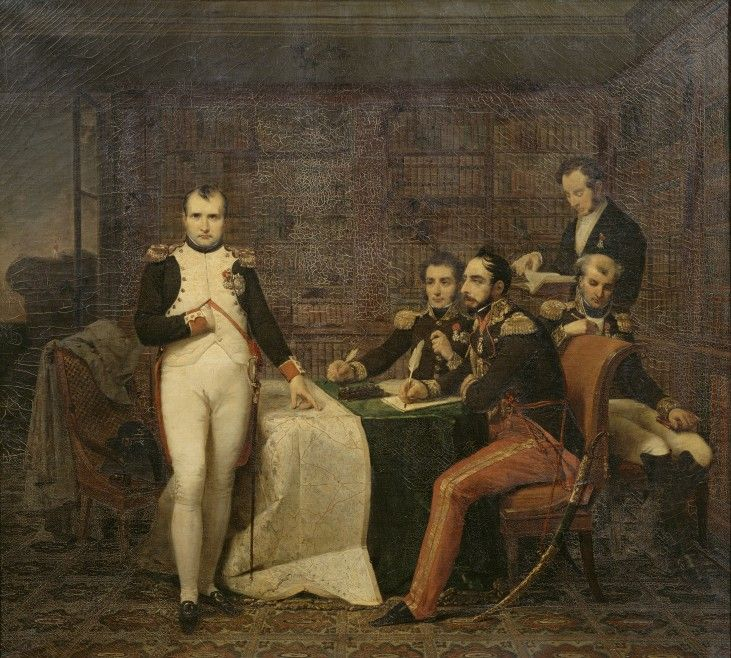
La vie de la petite cour s'organise tout entière autour des dictées de l'Empereur déchu qui réécrit son histoire et forge le mythe du vaincu persécuté. La bibliothèque est représentée dans le tableau Napoléon dictant ses mémoires de Jean-Baptiste Mauzaisse.

Du temps de l'exil, la maison de Longwood abrite une vingtaine de pièces qui offrent une surface habitable de 1 000 m2. L'Empereur en occupe 150, soit six pièces de dimensions modestes, distribuées en T avec ce qu'il appelle « son intérieur » : son cabinet de travail et sa chambre de repos flanquée d'une salle de bains équipée d'une baignoire en cuivre. Viennent ensuite une salle à manger, une bibliothèque équipée de meubles aux portes grillagées pour protéger les 3 500 volumes des rats, un salon où il meurt sur un lit de camp, un vestibule construit en 1815 (converti en salle de billard sur lequel Napoléon étale ses cartes et croquis de batailles lors de la rédaction de ses mémoires documentés, puis salon d'attente). La construction d'une véranda en treillage à l'entrée permet d'offrir plus de lustre à cet ensemble qui abrite derrière les pièces pour loger les officiers français, un médecin, un officier britannique et les domestiques. La demeure « aurait pu paraître confortable à un gentleman en week-end, moins à un homme qui, comme Premier consul puis comme empereur, avait connu le luxe dans de vastes palais ou même en campagne ». 
Le gouverneur de Sainte-Hélène, durant la captivité de Napoléon, sir Hudson Lowe, l'a lui-même admis dans un rapport au ministre Bathurst : « ni le mobilier ni l’aspect général ne correspondent à ce qui pourrait être fourni à un officier du grade de général dans tout autre endroit, car le tout est d’une qualité très en deçà de ce qui équipe ma maison ; son habitation relève davantage d’une maison ordinaire et rurale en Angleterre. »

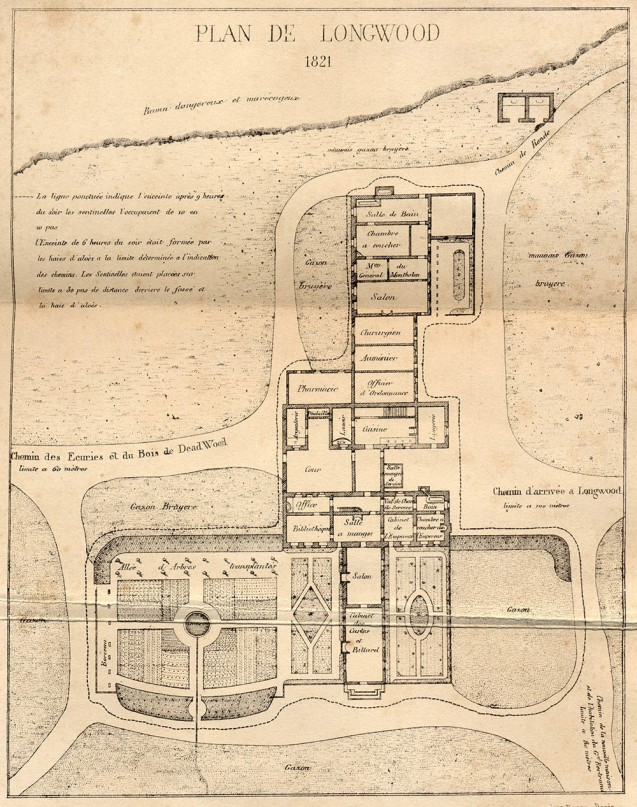
Plan du domaine de Longwood en 1821[16].
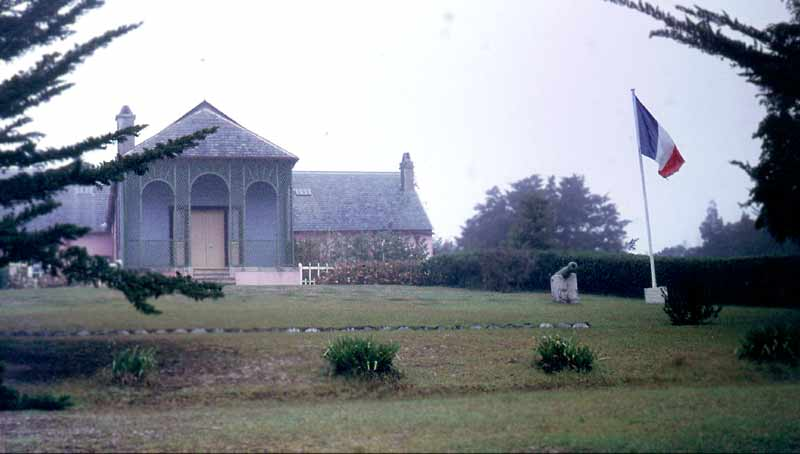
Un perron de cinq marches relie la véranda de treillage (sans vitres désormais) au gazon pelé et à la pièce principale de l'aile centrale
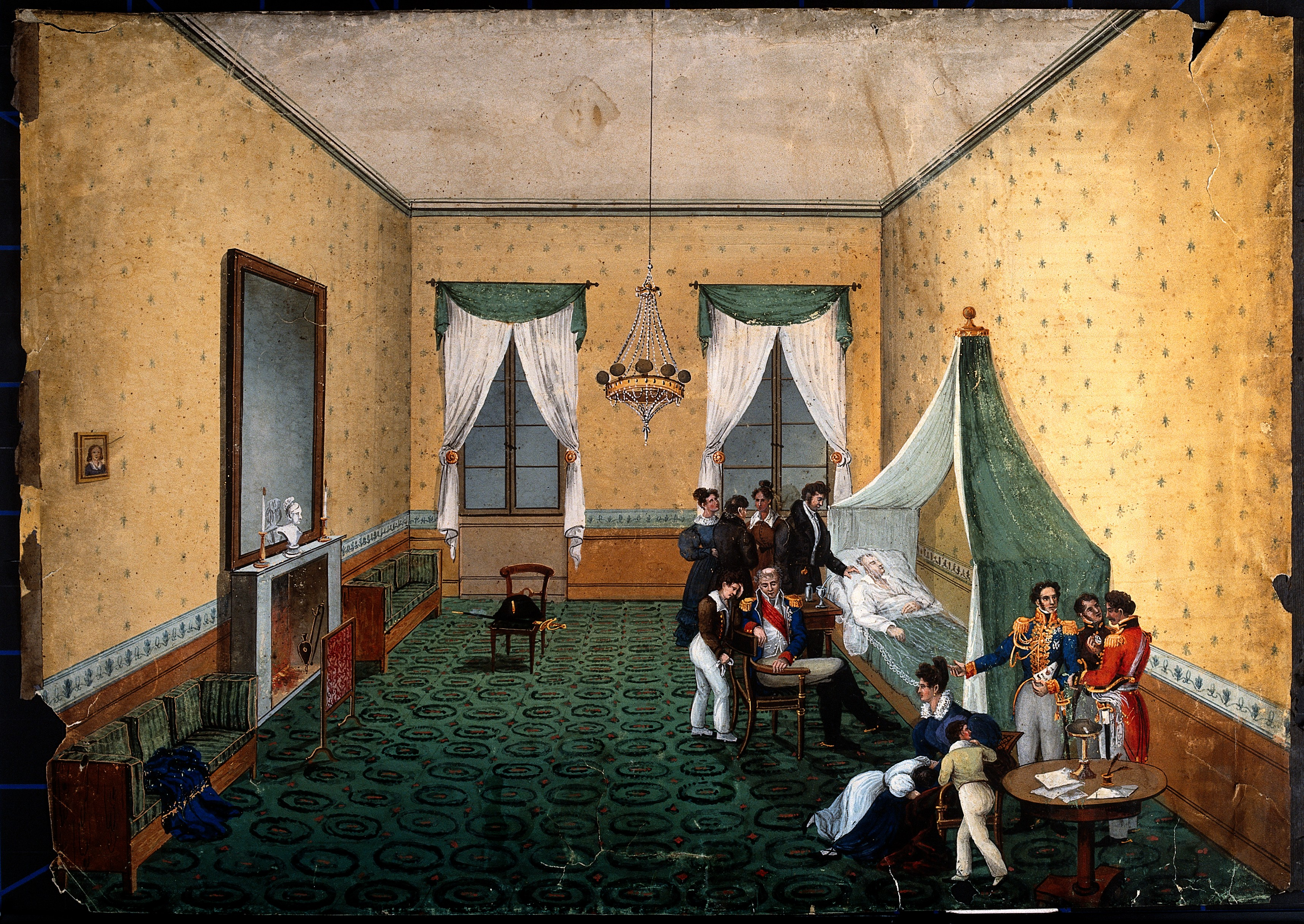
Salon dans lequel Napoléon est mort. Son lit de camp y a été déplacé de sa petite chambre étouffante le 28 avril[18].
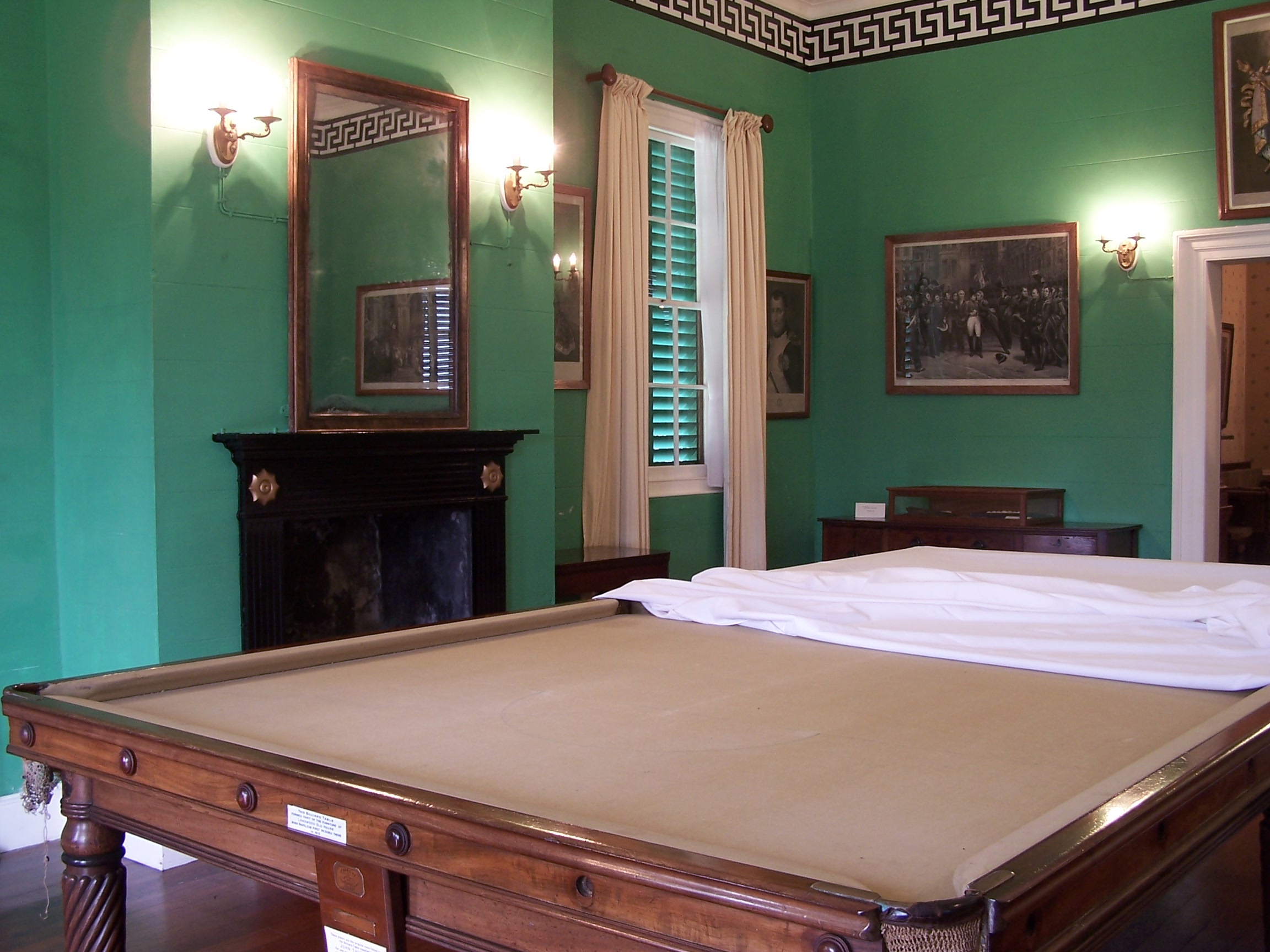
Salle du billard devenue cabinet des cartes.